# Colobothea lineatocollis
Colobothea lineatocollis är en skalbaggsart som beskrevs av Bates 1865. Colobothea lineatocollis ingår i släktet Colobothea och familjen långhorningar. Inga underarter finns listade i Catalogue of Life.